# Basiliek van Notre-Dame (Saigon)
De Basiliek van Notre-Dame van Saigon (Vietnamees: Nhà thờ Đức Bà Sài Gòn) is een kathedraal in de binnenstad van Ho Chi Minhstad, Vietnam, aan het begin van de Đường Đồng Khởi. Deze kathedraal werd gebouwd door de Franse kolonisten tussen 1877 en 1880. Het gebouw heeft twee klokkentorens van 58 m hoog.
De Rooms-Katholieke Kerk vestigde zich in het toenmalige Saigon, nu Ho Chi Minhstad, om religieuze diensten aan te bieden aan de gelovige Franse kolonialisten. Op 7 oktober 1877 legde bisschop Isidore Colombert de eerste steen voor de kathedraal, die de toenmalige houten kerk, die veel te klein was geworden en tevens zwaar beschadigd was door termieten, moest vervangen. De bouw duurde drie jaar en op eerste paasdag, 11 april 1880, werd het gebouw geopend met een ceremonie.
Al het bouwmateriaal is afkomstig uit Frankrijk. Zo is de buitenmuur gebouwd met rode bakstenen uit Marseille. In 1895 werden de twee torens toegevoegd. Elke toren is 57,6m hoog en heeft zes bronzen klokken. De kruizen op de top van de torens hebben een hoogte van 3,5m en zijn 2m breed. De totale hoogte van de kathedraal komt daarmee, tot de top van de kruizen, op 60,5m.
In oktober 2005 zou het Mariabeeld op het plein voor de kathedraal hebben gehuild. Volgens de verhalen zou een traan over de rechterwang hebben gelopen. Duizenden mensen kwamen op dit "wonder" af en de politie moest het verkeer rondom de kathedraal stopzetten. De kerk zelf liet in een reactie weten dat het verhaal niet waar was en dat het Mariabeeld niet gehuild had. Desondanks bleven nieuwsgierige mensen nog dagenlang toestromen.

## Afbeeldingen

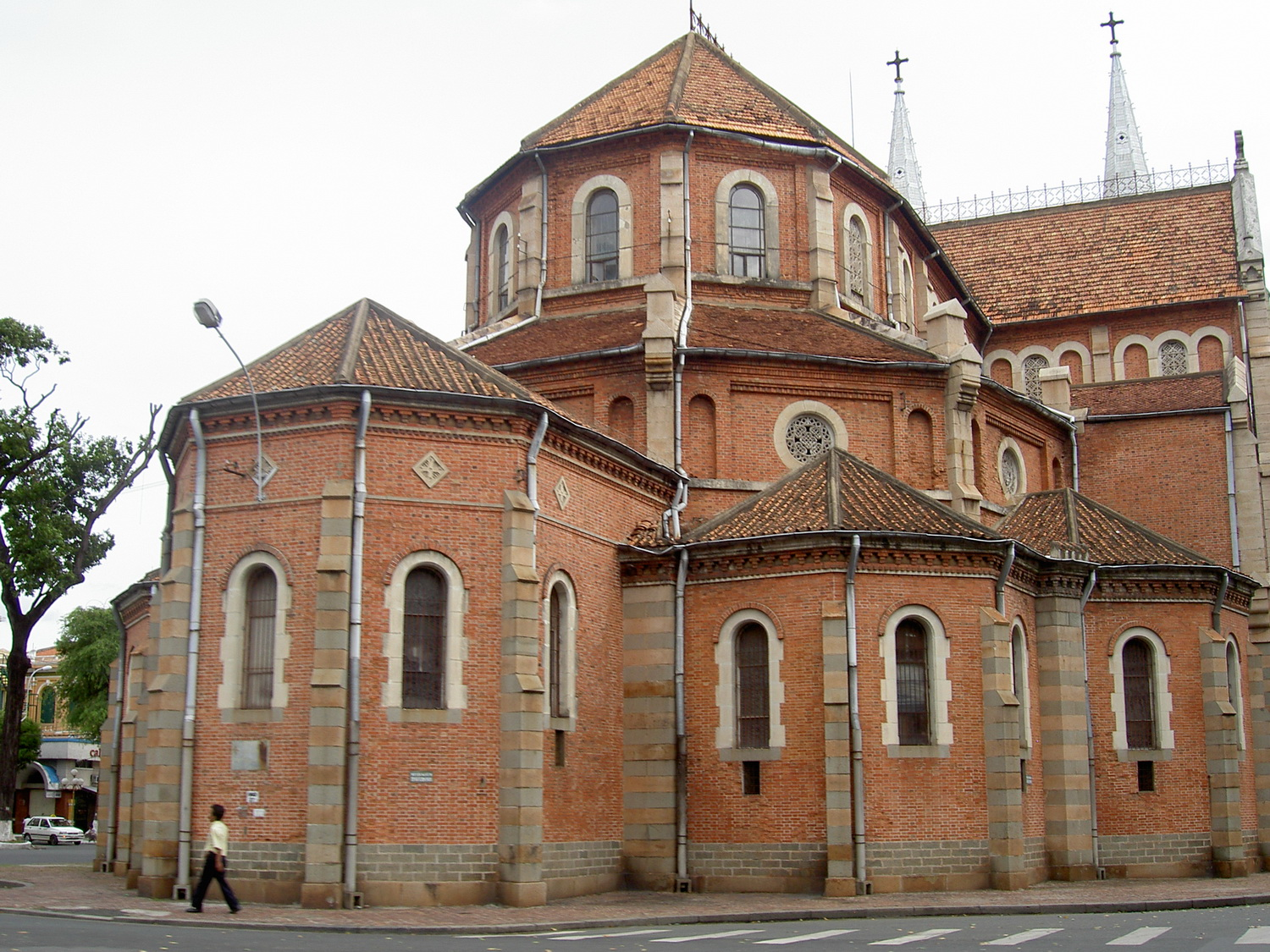
Achterkant
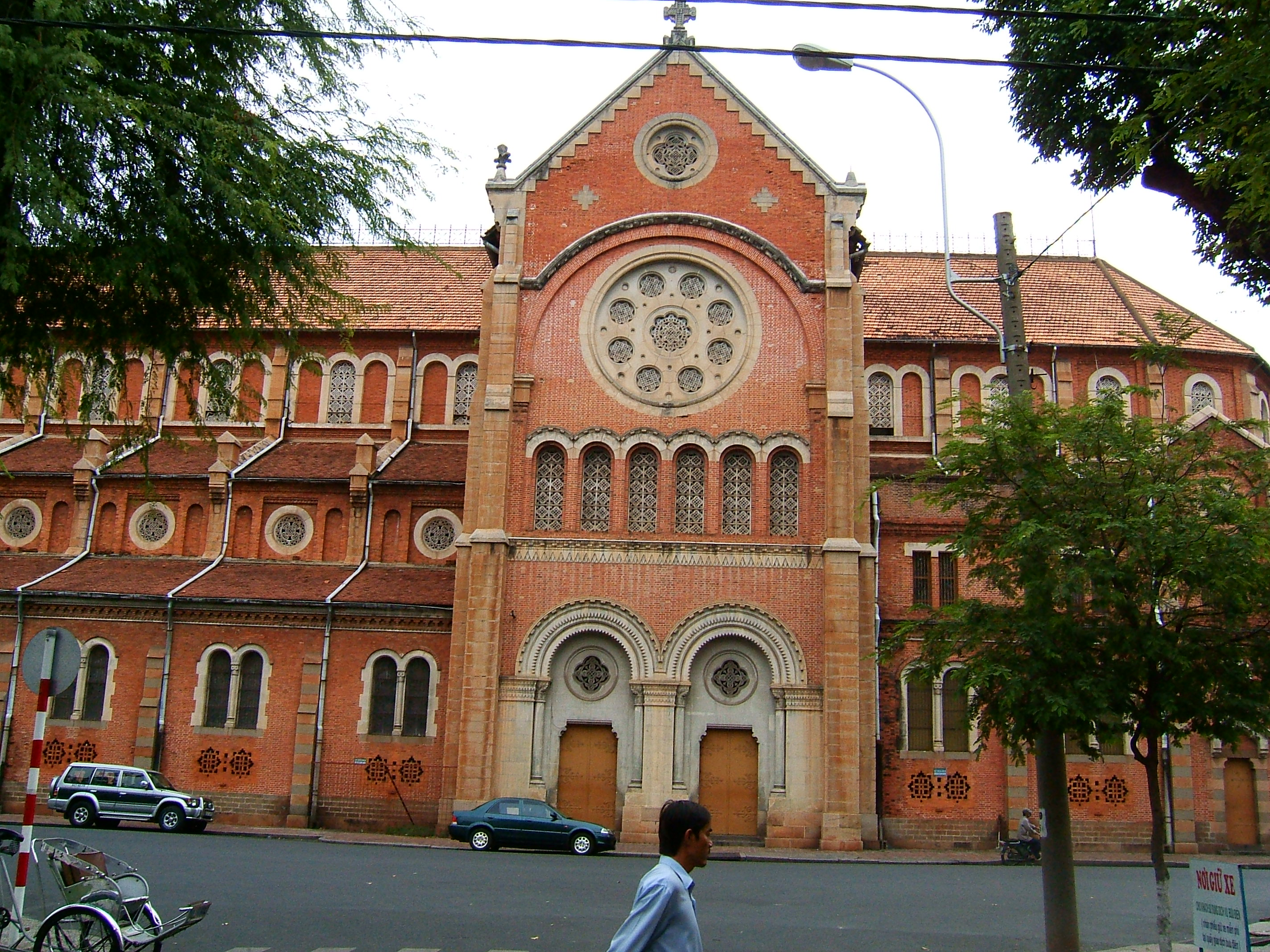
Zijaanzicht
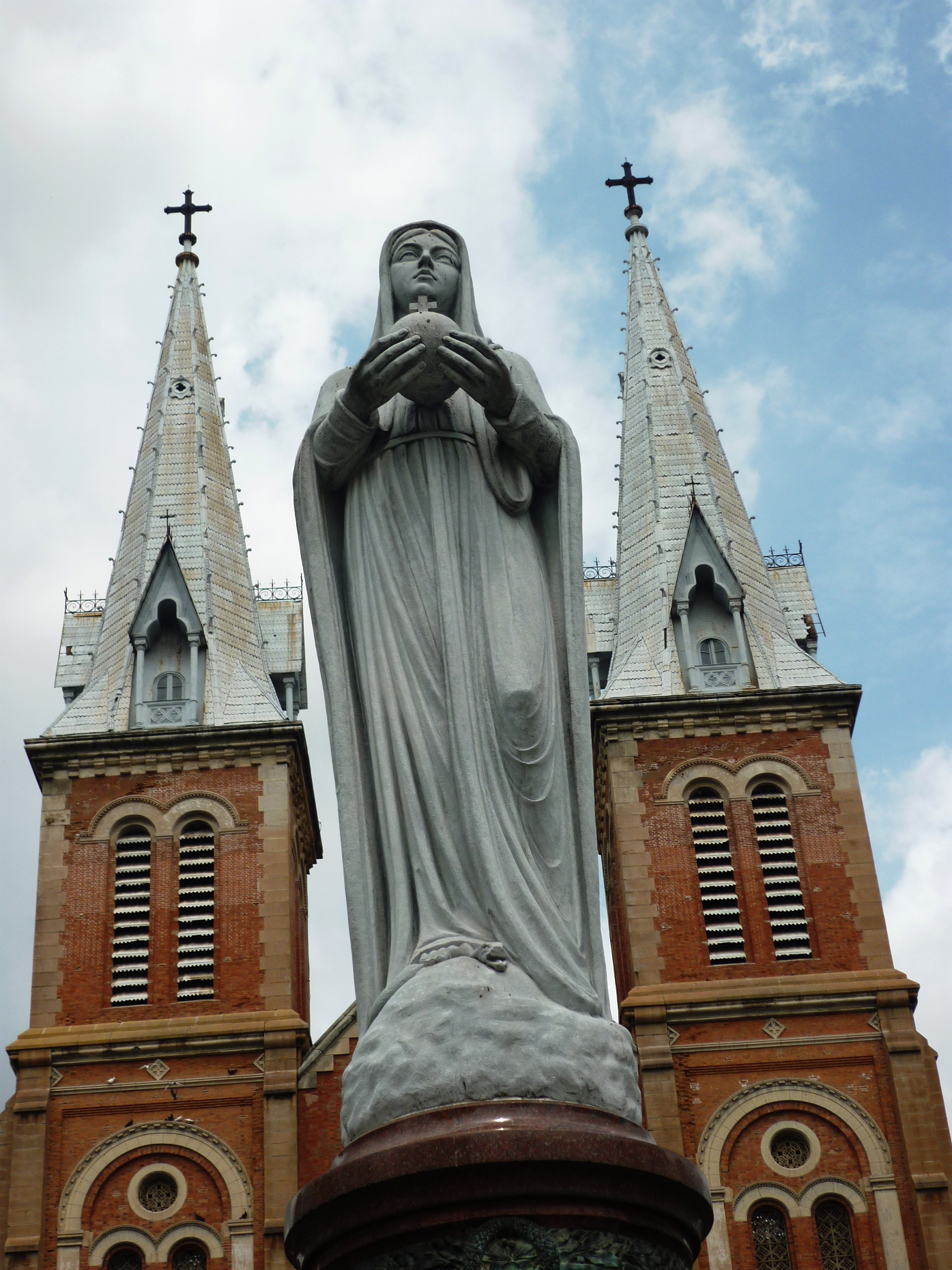
Mariabeeld voor de kathedraal
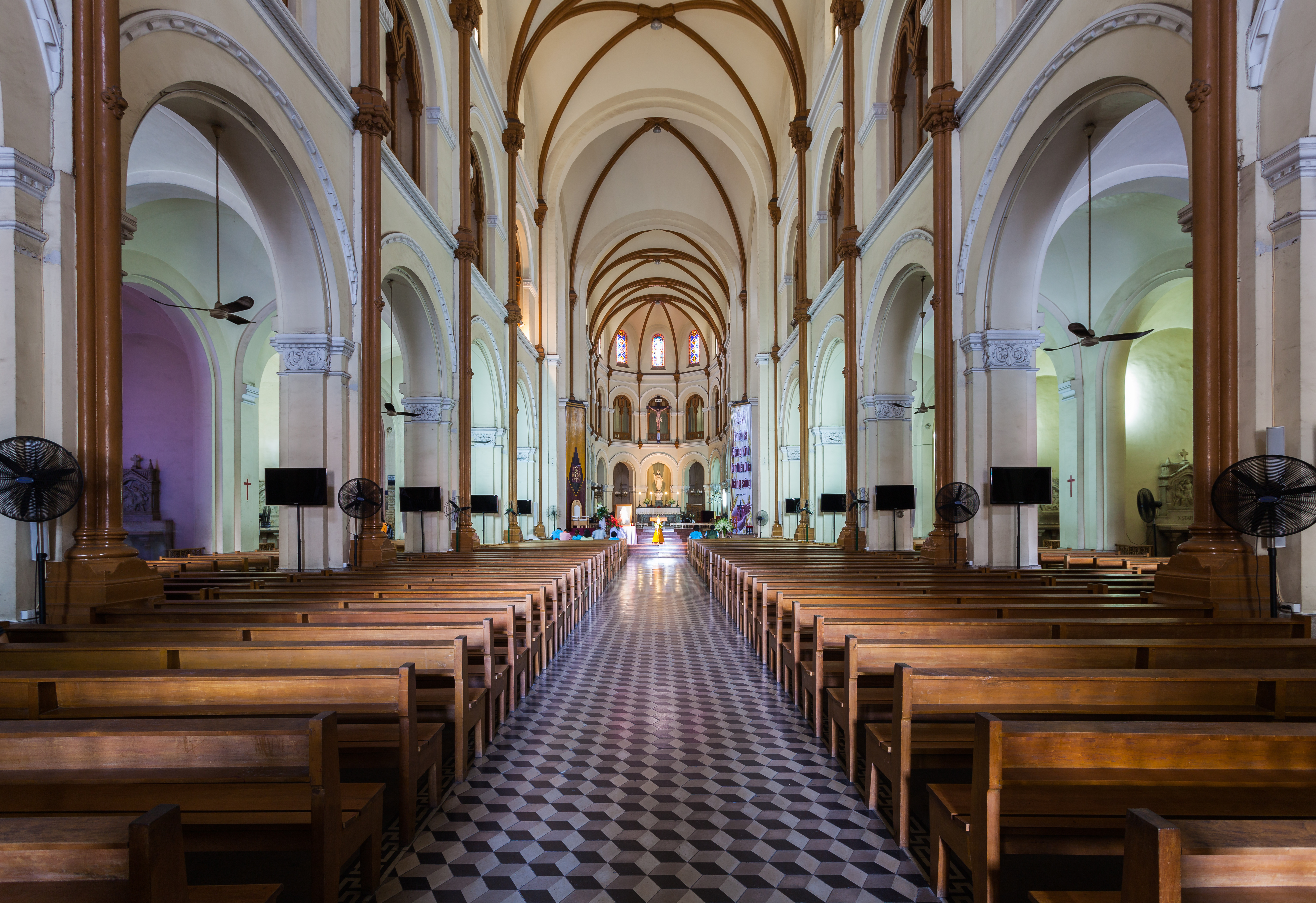
Kerkinterieur
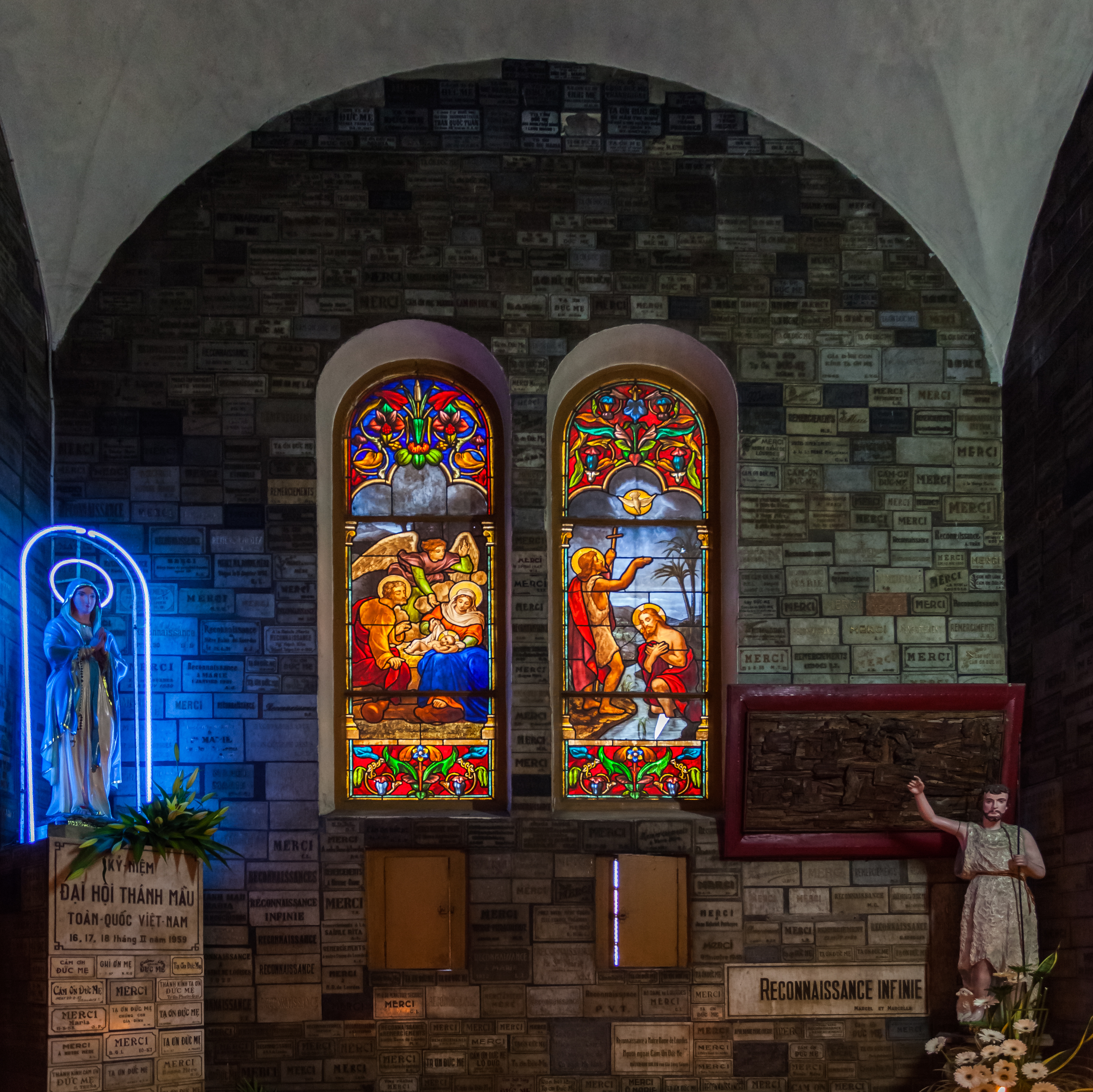
Glas-in-loodramen